# Toni Lima
Antoni Lima Solá, Toni Lima, född 22 september 1970 i Gavà, är en spansk-andorransk före detta fotbollsspelare.

## Karriär

### Klubblagskarriär
Lima spelade två matcher för Espanyol i La Liga 1991. Han har därtill bland annat spelat för Real Madrid Castilla och Real Murcia.

### Landslagskarriär
Lima spelade 64 A-landskamper för Andorra mellan 1997 och 2009. Han gjorde ett mål, i deras första landskamp mot Bulgarien 2002 i kvalet till EM 2004 Han blev 2005 uppmärksammad för att i en match mot Nederländerna ha hånat Ruud van Nistelrooy efter att den senare missat en straffspark, och att van Nistelrooy, efter att ha gjort mål senare, som svar hånade Lima genom att jogga bort till Lima och fira framför honom.

## Personligt
Toni Lima är äldre bror till Ildefons Lima, som har spelat flest landskamper någonsin för Andorra.